# Платаниа, Пьетро
Пье́тро Плата́ниа (итал. Pietro Platania; 5 апреля 1828, Катания, Сицилия — 27 апреля 1907, Неаполь) — итальянский композитор и музыкальный педагог.

## Биография
Родился 5 апреля 1828 года в Катании. Изучал композицию в своём родном городе у Сальваторе Паппалардо, затем в Палермо у его учителя Пьетро Раймонди.
Первую оперу, «Парижские тайны» (по одноимённому роману Эжена Сю), написал в возрасте 15 лет, она не была поставлена. Зато вторая опера Платании, «Matilde Bentivoglio» (итал. Matilde Bentivoglio; 1852), имела в Палермо громкий успех. За ней последовали «Пиккарда Донати» (1857), «Рабская месть» (итал. Vendetta slava; 1865) и наконец «Спартак» (1891, либретто Антонио Гисланцони), впервые поставленный в неаполитанском театре Сан-Карло. По меньшей мере четыре других оперы остались не поставленными.
Написал также ряд оркестровых произведений, в том числе Симфонию соль минор «Памяти Пачини» (1868), два струнных квартета и значительное количество духовных сочинений, в числе которых Реквием памяти короля Виктора Эммануила II (1878), Торжественная месса для солистов, двух хоров и двух органов (1883) и Sanctus для коллективной Мессы по Россини (1869).
В 1863—1881 годах Платания возглавлял Палермскую консерваторию, затем в 1881—1883 годах был музыкальным руководителем Миланского собора, после чего вернулся к педагогической карьере и в 1885—1902 годах был директором неаполитанской Консерватории Сан-Пьетро-а-Майелла. Ему принадлежат учебные пособия по контрапункту и гармонии, среди его учеников были Джованни Анфосси, Франческо Баярди, Винченцо Мария Пинторно, Франческо Паоло Фронтини, Константино Гайто.

## Память

#### В честь Пьетро Платания названы
- улица в Палермо
- улица в Неаполе
- улица в Статте
- улица в Риме[4]
- улица в Катании[5]